# Дорел Сіміон
Дорел Сіміон (рум. Dorel Simion; нар. 13 лютого 1977, Бухарест) — румунський боксер, призер Олімпійських ігор, чемпіон світу (1997) та Європи (1998).
Дорел — молодший брат Мар'яна Сіміона, боксера, олімпійського медаліста, чемпіона світу.

## Спортивна кар'єра
На чемпіонаті Європи 1996 програв в другому бою Серафіму Тодорову (Болгарія).
Першого великого успіху досяг на чемпіонаті світу 1997, на якому став чемпіоном.
- В 1/16 фіналу переміг Томаса Дамгаарда (Данія) — 11-3
- В 1/8 фіналу переміг Вільмоша Балога (Угорщина) — RSC 1
- В чвертьфіналі переміг В'ячеслава Майзеля (Ізраїль) — 19-7
- У півфіналі переміг Лукаша Конечни (Чехія) — 12-1
- У фіналі переміг Паата Гвасалія (Росія) — 16-5.

Наступного року здобув золото на чемпіонаті Європи
- В 1/8 фіналу переміг Адріана Сутеу (Австрія) — 8-3
- В чвертьфіналі переміг Лукаша Конечни (Чехія) — 9-1
- В півфіналі переміг Дмитра Павлюченкова (Росія) — 6-2
- У фіналі переміг Нурхана Сулейман-огли (Туреччина) — 9-3.

### Виступ на Олімпіаді 2000
- У першому раунді достроково переміг Рубена Фучу (Пуерто-Рико)
- У другому раунді переміг Роберто Гуерра (Куба) — 11-7
- У чвертьфіналі переміг Стівена Кюхлера (Німеччина) — 26-14
- У півфіналі програв Олегу Саїтову (Росія) — 10-19

2002 року на чемпіонаті Європи здобув дві перемоги, а в півфіналі програв Олександру Бокало (Україна) — 24-29. 